# Eparchia Świętego Marona w Brooklynie
Eparchia Świętego Marona w Brooklynie (ang. Eparchy of Saint Maron of Brooklyn, łac. Eparchia Sancti Maronis Bruklyniensis Maronitarum) – eparchia Kościoła maronickiego w Stanach Zjednoczonych, obejmująca wiernych tego Kościoła we wschodniej części USA. 
Administratura powstała w 1966 jako egzarchat apostolski Stanów Zjednoczonych Ameryki. Obejmowała wówczas całe terytorium USA, zaś siedzibą eparchy było Detroit. W 1971 egzarchat uzyskał status eparchii. W 1977 jej siedziba została przeniesiona do Nowego Jorku, a ściślej na Brooklyn, co znalazło też odbicie w zmianie nazwy. W 1994 Kościół maronicki w USA został podzielony na dwie eparchie i od tego czasu eparchia św. Marona obejmuje tylko parafie we wschodniej części kraju. 